# ثقافة الطفل

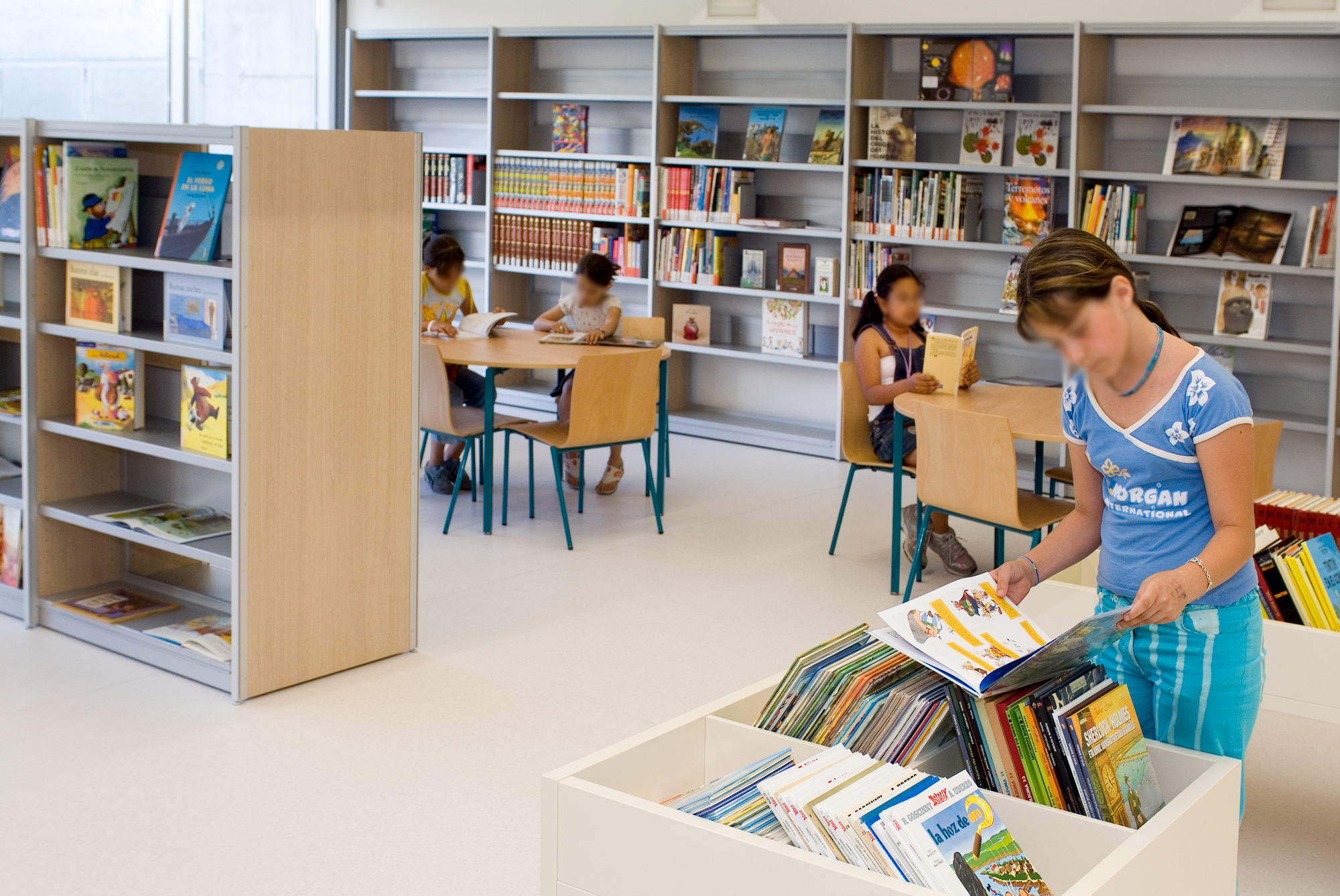

يمكننا وصف ثقافة الطفل بأنها ثقافة يتداولها الأطفال ويتناقلونها فيما بينهم دون تدخل من البالغين أو هي تلك التي ينتجها البالغون ويستهدفون بها جمهور الأطفال. يَستلهِم هذين الجانبين من بعضهما ويتداخلان، رغم ذلك فإنه بالإمكان التمييز بينها إلى حد ما.
أنتج الكثير من الفنانين والمفكرين والمختصين في كل المجالات الثقافية إنتاجات تستهدف جمهور الأطفال، وحاولوا في أعمالهم تلك مواكبة اهتمامات الأطفال. غالبًا، تُنتَج الأعمال المُصنَّفة تحت تصنيف ثقافة الطفل وهي متضمنة على رغبة تعليمية. وبعض عناصر هذه الثقافة تميل أيضا لأن تكون عالمية.

## تاريخ ثقافة الطفل
يمكننا القول بأن ثقافة الطفل قديمة قِدَم الإنسانية نفسها. لطالما اعتُبِر الطفل منذ القِدَم كشخص كامل في الطبقات الاجتماعية النبيلة والطبقات الدنيا كذلك. كان دائمًا يُلزَم، منذ أن يصبح بقوة مناسبة، بتولي المهام التي يظل بعد ذلك يمارسها طيلة حياته. وخلال الفترة التي يكون الأطفال فيها غير قادرين على العمل يتولى رعايتهم أخوتهم الكبار والمربيات ونادرًا ما تتولى الأم رعايتهم. وثمة آن ذاك في الثقافة الشعبية، مجموعة من الأعمال والأنشطة المخصصة لأولئك الأطفال: الحكايات الشعبية، الدمى، الأراجوزات، الألعاب، السيرك، إلخ. ونَجِد أيضا علم أثار مختص باللعب والألعاب في عدد من الثقافات حول العالم، يُمكِّننا من استيضاح حياة أولئك الأطفال، والأحلام آن ذاك والأنظمة والأعراف التي عاشوا ضمنها من سن مبكرة، ويوضح كذلك طبيعة العلاقة بين الكبار والأطفال.
كان القرن العشرون نقطة تحول كبرى لثقافة الطفل: مع ظهور منهجيات تربوية جديدة (من ضمنها التربية التقدمية)، وظهرت الحالة الفردية التامة للأطفال، ومعها إمكانية توفير تربية والدية مناسبة. وتطورت النظرة لممارسات الأطفال. في اللعب على سبيل المثال: لوقت طويل، اعتُبِرَت تلك الممارسات ملهيات غير ذات أهمية أو تكرار غير ذا أهمية كبرى لتعاويذ قديمة. ولكن كتاب يوهان هويزنجا (Homo Ludens) المنشور عام 1836، والمترجَم بعد ذلك إلى العربية باسم (ديناميكية اللعب في الحضارات والثقافات الإنسانية)، استُخدِم لإيضاح أن اللعب هو ابتكار وتحرر وانضباط في آن واحد، وأن جميع المظاهر الثقافية آتية من اللعب.
ابتكر الإنتاج الثقافي الحالي منتجات جديدة كليًا، مُكرَّسة بوجه خاص للطفل، وتحديدًا أدب الطفل والألعاب. أنواع من هذه المنتجات، مثل: ألعاب الألواح، أفلام الأنيميشن، والأحدث ألعاب الفيديو، كلها لها تاريخ وثيق الارتباط بالجمهور الشاب والذي يمثل جزء ضخم من جمهورها المستهدف (ولكن ليس في مراحلهم الأولى).
إن جزء من المعرفة والمخيال الجمعي وما نستطيع وصفه بأنه ثقافة في حالتها البدائية نوعًا ما، هي متداولة فيما بين الأطفال في علاقاتهم الاجتماعية بعيدًا عن أي تدخل من البالغين.
المكان الأول لهذا التبادل دون أي سيطرة هي ساحة اللعب، من خلال أنشطتهم، على سبيل المثال: لعبة يلعبها الأطفال في فرنسا تسمى (لعبة الذئب)، ويقابلها لعبة تشبهها في مقاطعة الكبيك في كندا تسمى (tag)، وهي تشبه أيضا لعبة يلعبها الأطفال في الخليج يسمونها (أنا الذيب)، ومن خلال قصصهم وأساطيرهم الشعبية التي تدور فيما بينهم، إلخ. ونلاحظ أيضا انتقال وانتشار بعض التقاليد مثل الألعاب الاستبعادية أو ألعاب الفرز يسميها الأطفال في فرنسا (plouf-plouf) أما في الوطن العربي فهي متعددة المسميات ومنها ما يلي: في السعودية يسميها الأطفال (حقرا بقرا) وفي العراق (قالا بالا برتقالا) وفي الشام (حدرة بدرة) وفي مصر (حادي بادي كرنب زبادي)، أو مثل قاعدة الأطفال المشهورة يسمونها في فرنسا (الأول premes!)، قاعدة يستخدمها الأطفال لحجز شيء أو دور أو مكان لأول من يصل إليها، وفي الوطن العربي، وتحديدًا الخليج العربي، يسمى الأطفال القاعدة نفسها (من سَبَق لَبَق)، أو مثل الجمل المسجوعة يلحنها الأطفال غالبًا للسخرية من أحدهم في حال الفوز عليه، في أماكن من الوطن نجد الأطفال يقولون (حريرة فريرة) وفي الفرنسية نَجِد الأطفال يقولون (Nananère)، وتختلف باختلاف البلاد والأجيال.
جزء آخر من هذه الثقافة تغذيها إنتاجات الكبار (من تلفاز، ومن نظام النجوم، ومن موضات ...) ولكن الأطفال يستحوذون على هذه الإنتاجات ويحولونها ثم يتداولونها ويتناقلونها فيما بينهم. ألعاب مثل بوكيمون، أو لعبة أغطية الحليب pog، أو النكات المرفقة مع بعض أنواع الحلوى (حلوى Carambar، إلخ.)، كلها يمكن أن تدخل تحت هذا التصنيف، مع التوجه إلى عولمة عناصر هذه الثقافة، مدعومة من صناعة كاملة، أمريكية تحديدًا، مع شركة مثل شركة والت ديزني، أو يابانية مثل البوكيمون.
وصِفات مثل سحري ومذهل ترتبط في الغالب بمفهوم الطفولة، وعلى هذا فهي حاضرة في ثقافة الطفل..

## الإنتاج الثقافي الموجه للطفل
يرتبط الإنتاج للأطفال غالبًا بنظريات علم نفس الطفولة. والهدف يكون تعليمي وفي الوقت نفسه فني: يُقدِّم للطفل ما يبني منه نظرته للعالم ويُقدِّم له المعارف بطريقة مسلية.
هذا الإنتاج ينجزه أو يصحب إنجازه أشخاص يَدرُسون الأطفال، وتحديدًا يكونون أطباء الأطفال، ومختصو علم النفس، ومختصون في التعليم، ومدرسون ... بعض الشركات مثل شركة (بلاي موبيل Playmobil) يستعينون مباشرة بالأطفال لتصميم تشكيلات الألعاب لديهم.

### تكييف الثقافة بما يتناسب مع الطفولة
جزء كبير من الأعمال المُنتَجَة للأطفال هي في الحقيقة نُسَخ كُيّفَت عن أعمال موجهة بالأساس إلى جمهورٍ أكبر أو إلى البالغين. هذه النسخ المُكيَّفة تُنتَج بما يتناسب مع عمر ودرجة نضج الطفل.

## أمثلة على ثقافة الطفل

### أدب الطفل
الحكايات، كتب الأطفال، طبعات ومجموعات مخصصة للأطفال، أدب بنصوص مبسطة أو مختصرة، قصص مصورة، إلخ.

### السينما والمواد السمع-بصرية الموجهة للأطفال
الرسوم المتحركة، أفلام الأطفال، البرامج التلفزيونية الموجهة للأطفال، إلخ.

### العروض المسرحية الموجهة للأطفال
السيرك، مسرح الطفل، مسرح العرائس، إلخ.

### الموسيقا الموجهة للأطفال
الأهازيج المُغنَّاة في لعبة الحلقة (مثل: لعبة سلوى يا سلوى ولعبة عروستي) و الأهازيج المغناة في ألعاب العد، الأغنيات.
مهرجان الحيوانات (كامي سان صانز، Camille Saint-saens، 1886)، و (بيير والذئب لسيرغي سيرغييفتش بروكوفيف، 1936)، و (The Young Person's Guide to the Orchestra، لبينجامين بريتين، 1946)، هي أعمال أوركسترالية مؤلَّفة خصيصًا للأطفال لتسهيل تعليم الموسيقا.

### الفن التصويري الموجه للأطفال
فن الرسم التوضيحي، إلخ.

### اللعب
الدمى، ألعاب الألواح، ألعاب البناء، الكُجَّة في ساحة اللعب، إلخ.

## مقالات ذات صلة
- لعبة إقصائية أو لعبة الفرز
- أدب الطفولة والشباب
- مرحلة الطفولة
- لعب
- لغة الأطفال
- ثقافة